# بالقلو
بالُقلو روستایی است از توابع بخش نوبران شهرستان ساوه در استان مرکزی ایران.

## موقعیت جغرافیایی
در ۵۵ کیلومتری غرب ساوه و در مسافت ۵ و ۱۰ کیلومتری از جاده قدیم ساوه-همدان و آزاد راه تهران-همدان واقع شده است
بالُقلو از شمال به شهر غرق آباد و روستای کهک، از شرق به روستای باستانی کله دشت، از غرب به روستای استیجک و از جنوب به رشته کوه سای محدود می‌گردد

## زبان
مردم روستای بالُقلو به زبان ترکی آذربایجانی صحبت می‌کنند

## نام روستا
عامل مؤثر در نامگذاری روستا، چشمه کبیر و خصوصاً ماهی‌های زیبای داخل آن می‌باشد.
بالُق در زبان ترکی به معنای ماهی می‌باشد و پسوند (لو) یا (لی) در اتصال به پاره ای از لغات ترکی معنای داشتن می‌دهد که معادل آن در فارسی پسوند (دار) می‌باشد. بدین ترتیب بالُقلو (بالُق+لو) یعنی ماهی دار یا مکانی که داری ماهی می‌باشد

## آثار تاریخی
مهم‌ترین اثر تاریخی روستا، بقعه امامزاده نوح می‌باشد. این بنا از آثار به جا مانده اوایل دوره صفویان است که در تاریخ دهم آذرماه سال ۱۳۵۴ با شماره ۱۱۹۹ در فهرست آثار ملی ایران به ثبت رسیده
تاریخ دقیقی از قدمت ساخت این بنا موجود نمی‌باشد، اما ازکتیبه صندوقچهٔ چوبی که بر روی مرقد امامزاده می‌باشد می‌توان استناد کرد. این صندوقچه منقوش به اشکال هندسی و گل و بوته می‌باشد و کتیبه آن حاوی نام امامزاده، شجره نامه و نام شاه طهماسب صفوی دومین پادشاه دودمان صفوی (حکومت وی از ۹۳۰ تا ۹۸۰ ه‍.ق بوده است) درج گردیده شده
ساختمان این بنا از سه قسمت بدنه مدور آجری، گردن (ساقه) که با کاشیکاری‌های نام علی (ع) در دوازده طرف و گنبد مخروطی دوازده ترک که پوشش فیروزه ای دارد، تشکیل شده است. این بنا یک مرتبه در سال ۱۲۷۰ ه‍.ق) در زمان سلطنت ناصرالدین شاه قاجار مرمت و تعمیر گردیده و تزئیناتی به آن اضافه شده که این تاریخ در قسمت شمالی گنبد درج گردیده است و چندین مرتبه هم در دوره معاصر و دهه‌های اخیر مرمت گردیده است
امامزاده نوح طبق شجره نامه حک شده بروی کتیبه صندوقچه و شهرت محلی فرزند ابراهیمِ مرتضی ابن امام موسی کاظم (ع) می‌باشد که این ادعای صحیحی نمی‌باشد زیرا ابراهیم فرزندی با این نام نداشته است
چندی از پژوهشگران و نسب شناسان معتقدند نسب امامزاده نوح با ده واسطه به امام سجاد (ع)منتهی می‌گردد

## آثار طبیعی
چشمه کبیر بالُقلو با میانگین دِبی ۷۵ لیتر در ثانیه در فصول مختلف سال، بزرگ‌ترین و پرآب‌ترین چشمه شهرستان ساوه می‌باشد. این چشمه در ضلع غربی امامزاده نوح واقع شده است. آب از زیر صخره از چندین حفره که در راستای صخره می‌باشد وارد استخر حاصل از تجمیع آب شده و پس از آن، از دو خروجی شمالی و غربی وارد باغات و مزارع کشاورزی دو روستای بالُقلو و کهک جهت آبیاری می‌شود. آب آشامیدنی این دو روستا نیز از همین چشمه تأمین می‌گردد. در فصل زمستان که از آب چشمه کمتر برای آبیاری استفاده می‌شود، آب از طریق نهرها پس از گذر از میان باغات و مزارع وارد رودخانه مزلقانچای می‌شود.
علاوه بر چشمه کبیر، بیش از ده چشمه دائم و فصلی در نقاط مختلف روستا جوشان می‌باشد

## جمعیت
این روستا در دهستان آق‌کهریز قرار دارد و براساس سرشماری مرکز آمار ایران در سال ۱۳۹۵، جمعیت آن ۱۰۹۱ نفر (۳۹۰ خانوار) است.

## نگارخانه

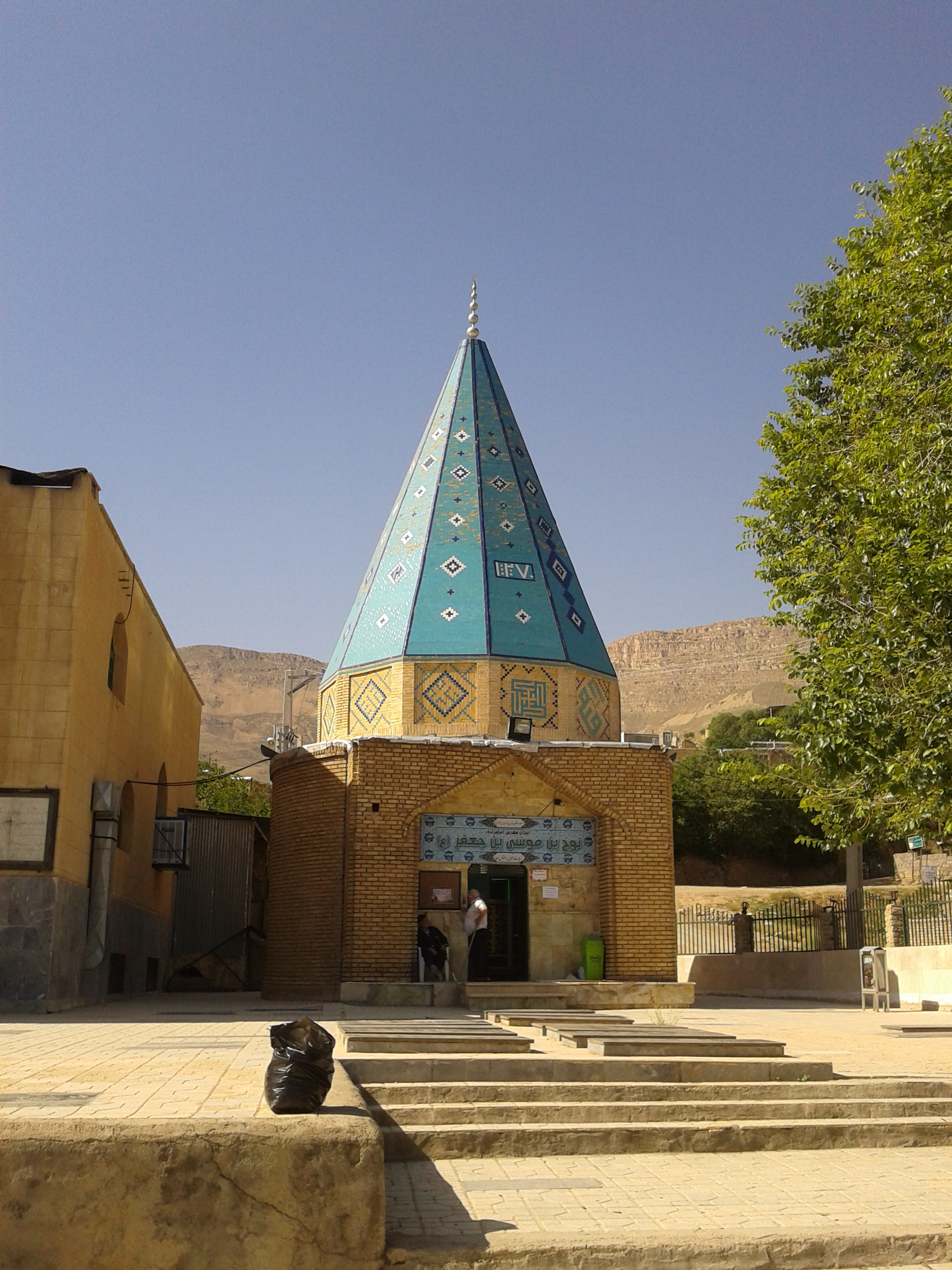
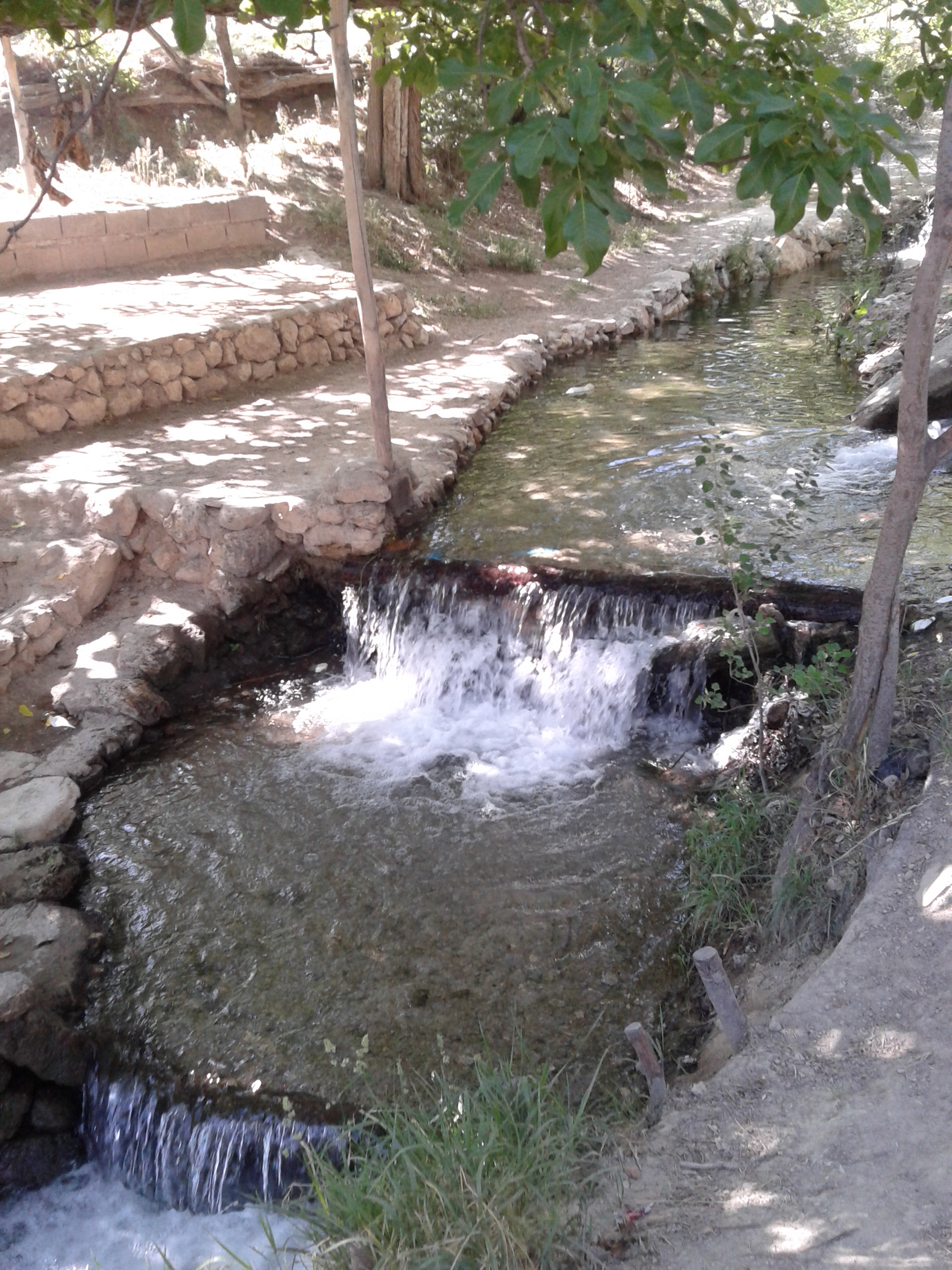
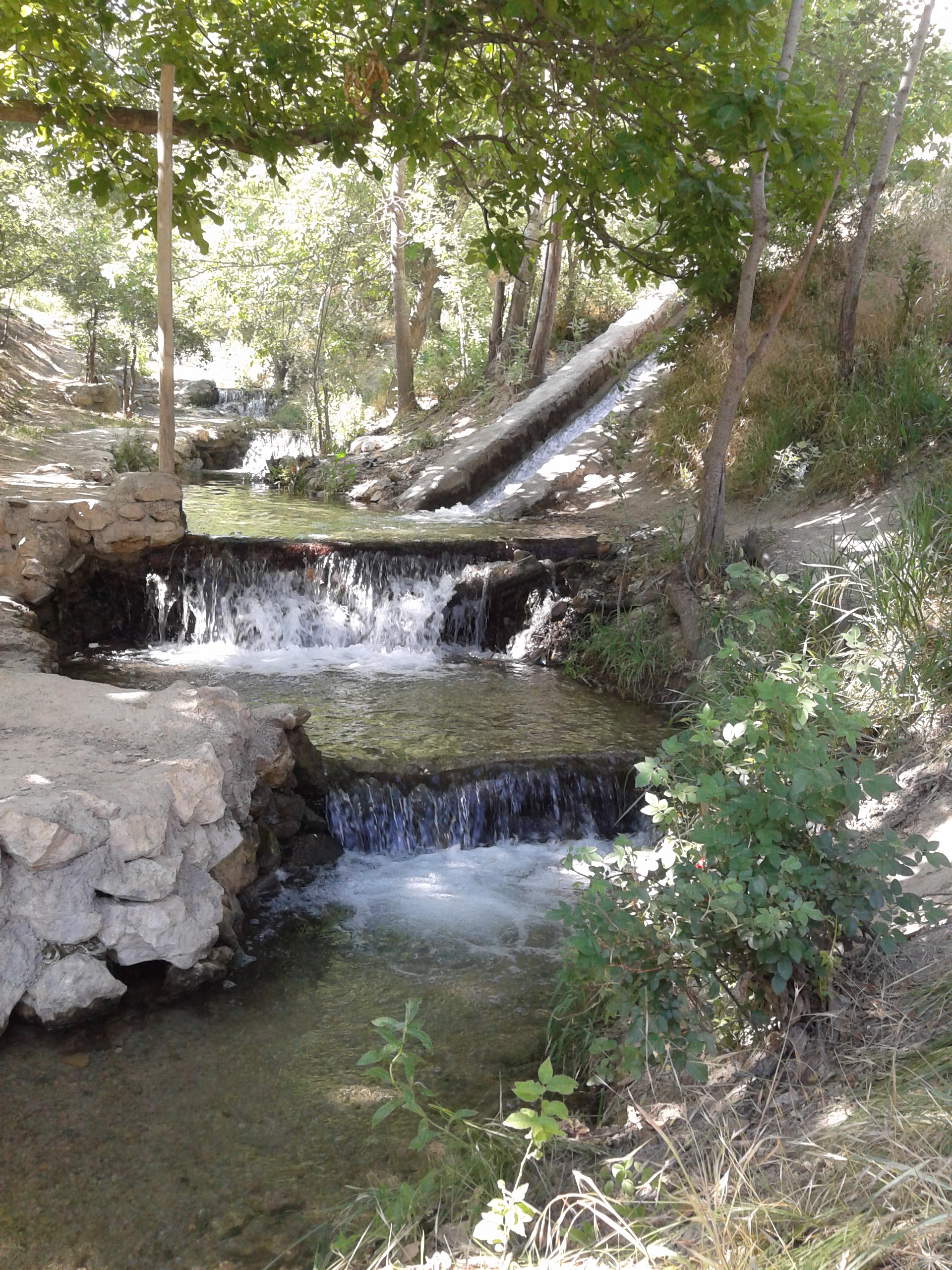
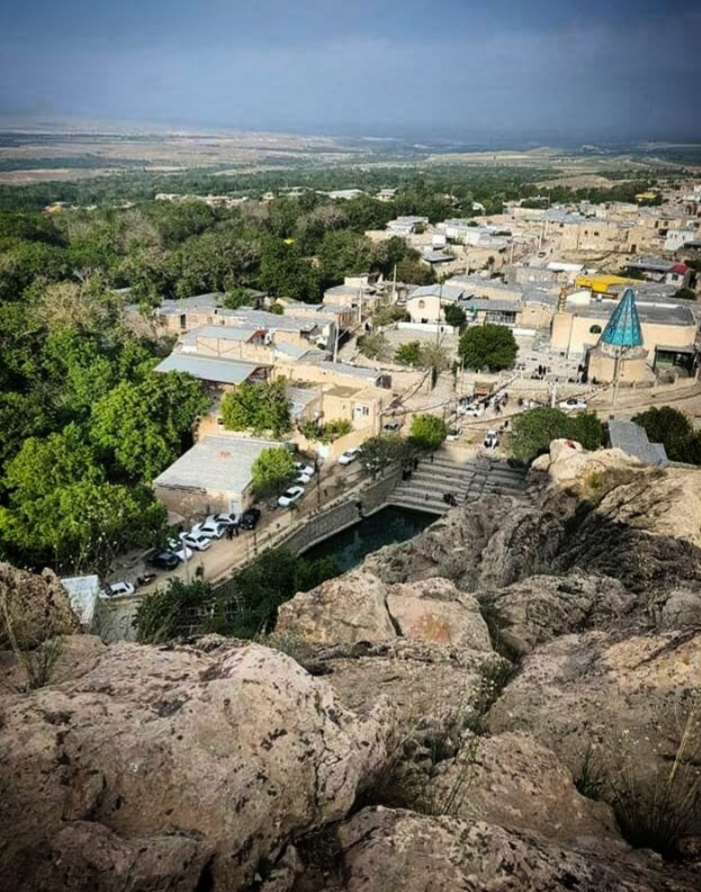
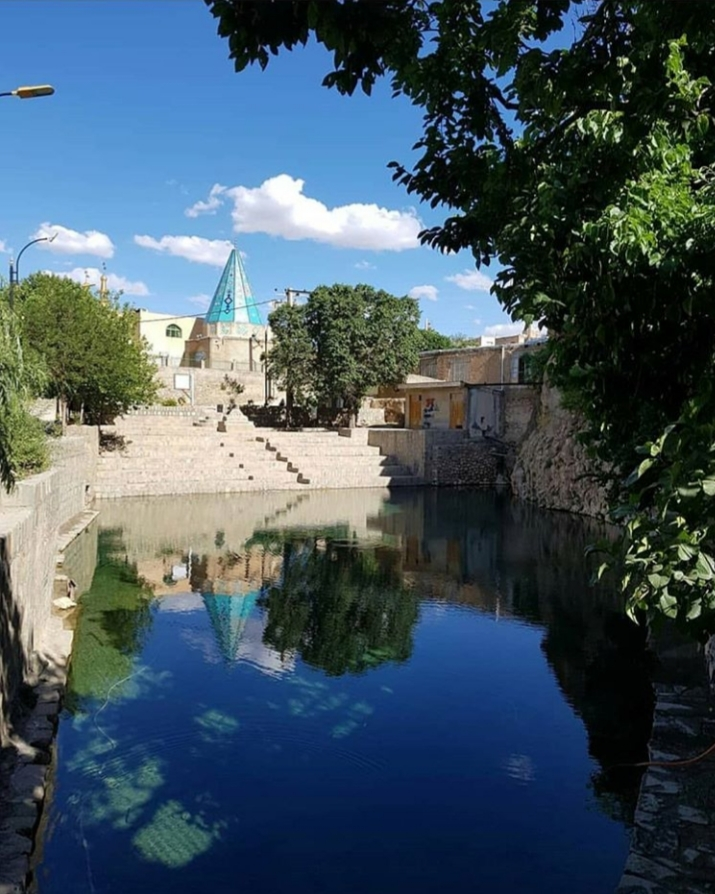
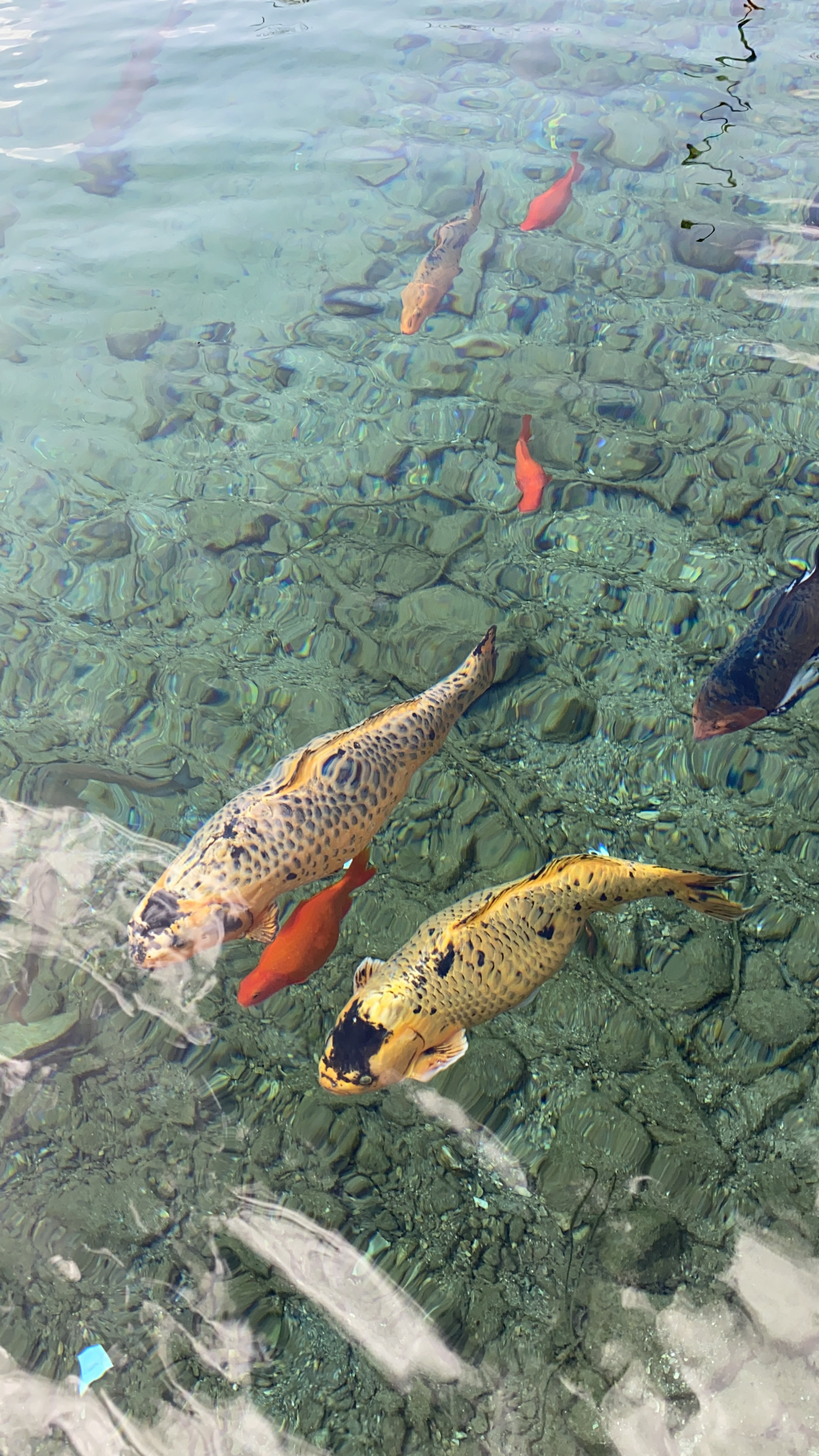
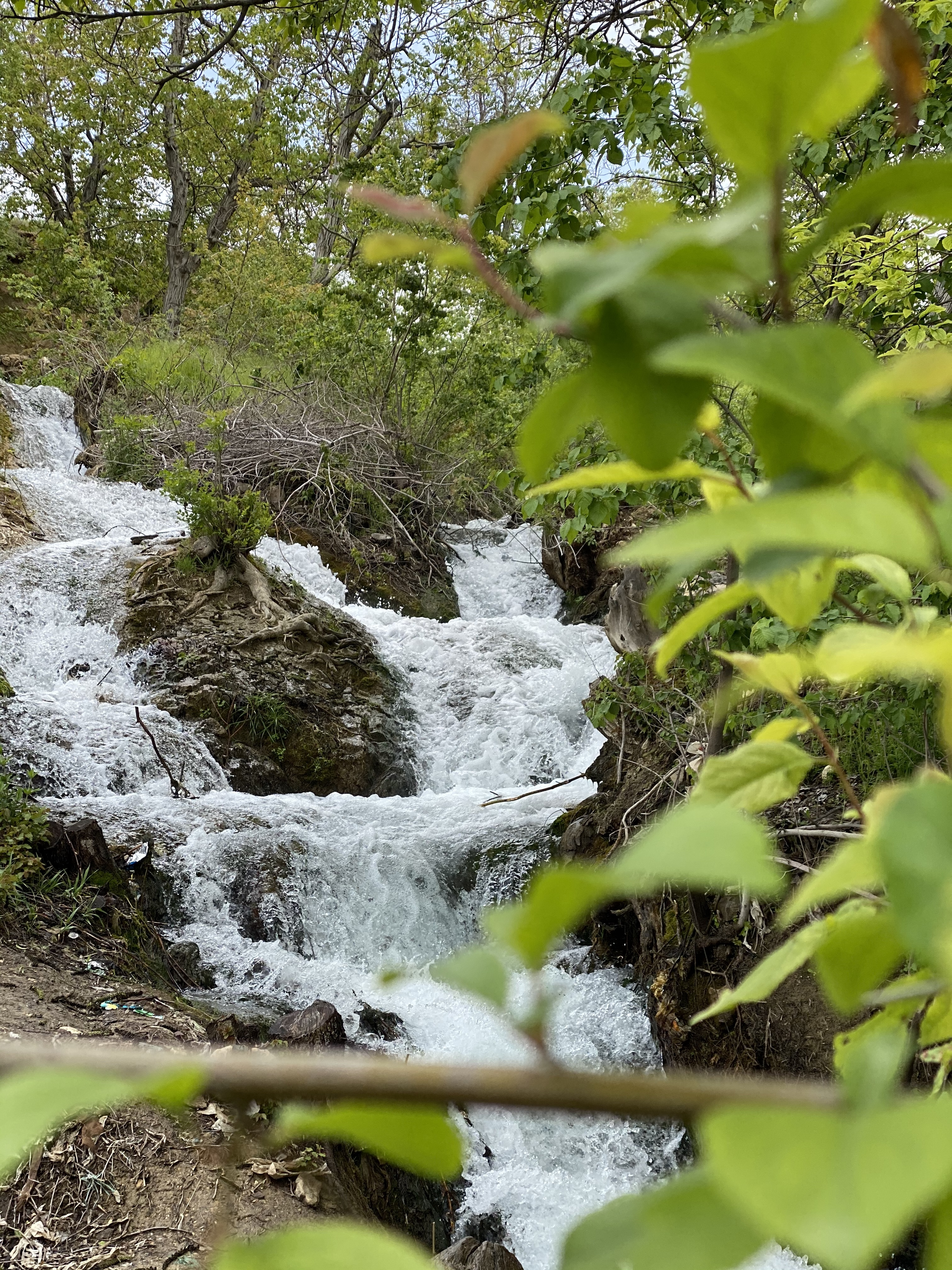
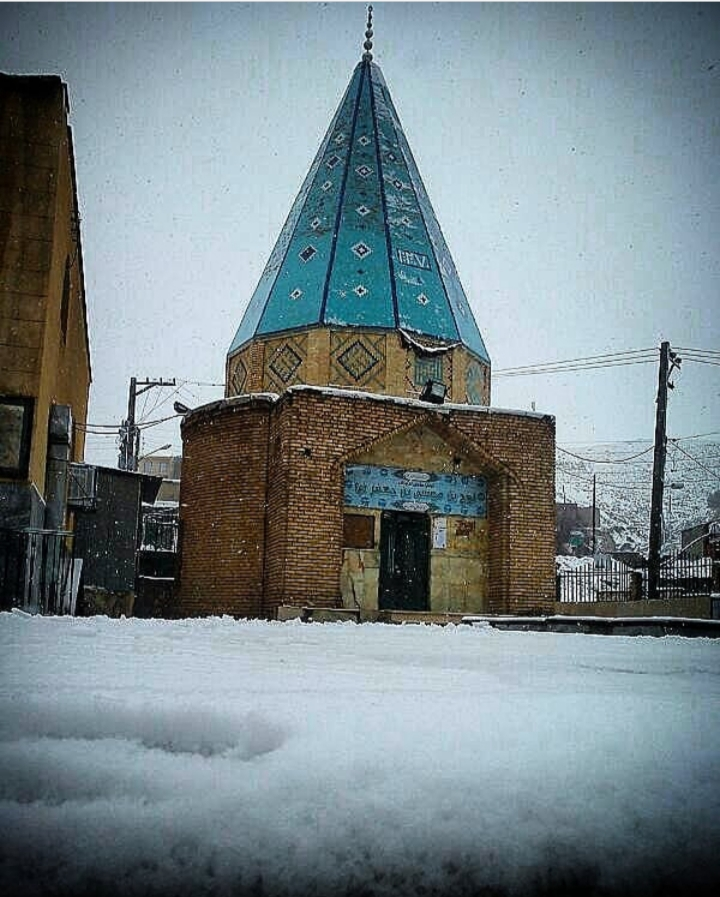
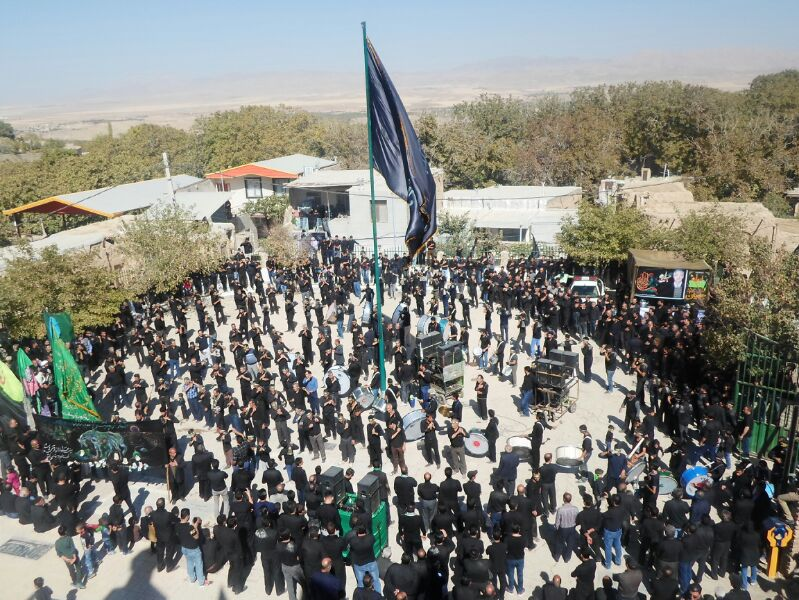
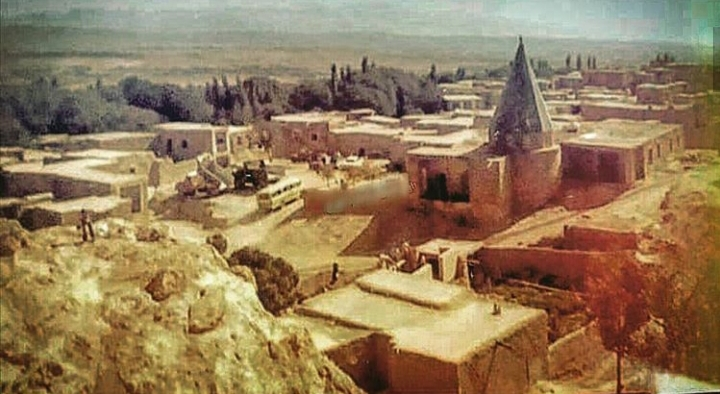
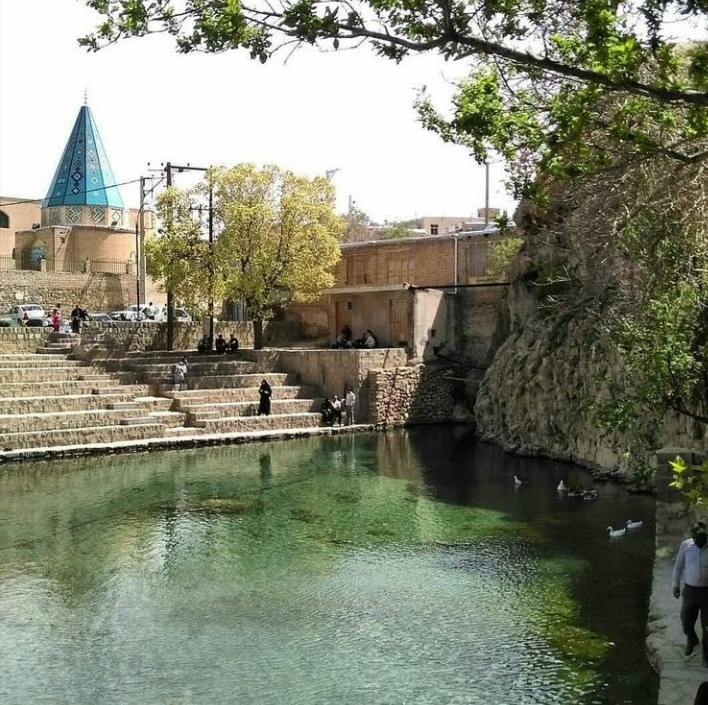